# Marmosa rubra
Marmosa rubra is een zoogdier uit de familie van de Opossums (Didelphidae). De wetenschappelijke naam van de soort werd voor het eerst geldig gepubliceerd door Tate in 1931. Het is de enige soort uit het ondergeslacht Eomarmosa.

## Voorkomen
De soort komt voor in het oosten van Ecuador en Peru.